# Sülüktü
Sülüktü (ros. Сулюкта) – miasto w zachodniej części Kirgistanu, w obwodzie batkeńskim, a do 2000r. w obwodzie oszyńskim.
Jeden z najstarszych ośrodków górnictwa węgla kamiennego w Azji Centralnej. Rozwój przemysłu węglowego rozpoczął się w 1868.
W 1999 liczba mieszkańców wynosiła 13 592, a w 2008 14 145.